# تیلور هیکس
تیلور رابن هیکس (به انگلیسی: Taylor Reuben Hicks) (زاده ۷ اکتبر، ۱۹۷۶) خواننده سبک پاپ راک آمریکایی و برنده پنجمین دوره از سری مسابقات آمریکن آیدل است.
هیکس از وقتی که جوان بود کار حرفه‌ای در موسیقی را شروع کرد. اما اولین آلبوم رسمی خود را بعد از پیروزی در مسابقه آمریکن آیدل که همنام با خودش بود وارد بازار کرد.
دومین آلبوم هیکس در سال ۲۰۰۹ با نام "The Distance" وارد بازار شد که در این آلبوم آهنگ "What's Right Is Right" از معروفیت بالایی برخوردار شد.

## آلبوم‌ها
- ۲۰۰۶: Taylor Hicks
- ۲۰۰۹: The Distance